# Pomník mistra Jana Husa (Horní Vilémovice)
V Horních Vilémovicích před tolerančním kostelem stojí pomník mistra Jana Husa.

## Historie
Pomník byl postaven k Husovu jubileu roku 1915. Protože památník nebyl v jubilejní den hotov, konala se jen přípravná slavnost a pamětní kámen byl odhalen až za týden 11. července 1915 při oslavách konaných v místním evangelickém farním sboru h. v.